# Dichterliebe
Dichterliebe (Amor de poeta) és un dels quatre cicles de cançons més coneguts de Robert Schumann compostos el 1840 per a veu solista amb acompanyament de piano. Assenyala una de les fites de la cançó del Romanticisme alemany.
Es compon de 16 textos del poeta Heinrich Heine presos de les 65 que componen el seu Lyrisches Intermezzo de 1822-1823, i al costat dels cicles de Franz Schubert (Die schöne Müllerin i Winterreise), formen part del nucli més selecte del repertori romàntic en aquest gènere a més de Liederkreis i Frauenliebe und Leben, també de Schumann.
El paral·lelisme entre la seva música i la seva vida converteixen Schumann en el compositor romàntic per excel·lència, un ideal que té els seus orígens en Schubert i que arribaria fins a Brahms, el seu fervent admirador i amic. Schumann va experimentar amb tots els
gèneres, des de la gran simfonia fins a les petites peces per a piano el lied, incloent l'òpera. Des de molt jove va sentir tanta inclinació cap a la literatura com cap a la música i en un principi no va saber per quina de les dues decantar-se, de manera que no
és estrany que un cop triat un camí les seves cançons uniran tan admirablement poesia i música. Schumann va saber aprofundir en el significat dels textos que utilitzava i va saber extreure tot el potencial musical que aquests tenien. Com va expressar ell mateix, el seu desig i la seva natural inclinació "cap a la música i la poesia farien que ambdues convergissin cap a un mateix punt i així la llum no seria tan difusa". El resultat és una sèrie d'obres singulars, de gran càrrega poètica (fins i tot les purament instrumentals), molt sovint extraordinàriament subjectives, molt personals i fidel reflex de l'esperit sensible de l'autor, que va definir l'acte de compondre com "entrar al regne dels somnis".
Quan va escriure aquest cicle el 1840 Schumann se sentia profundament enamorat de Clara Wieck, la filla del seu professor. El seu amor era correspost, però el pare s'oposava al matrimoni, ja que no veia clar el futur del músic, de manera que la parella va haver de recórrer fins i tot als tribunals, que, finalment, van fallar a favor dels joves. El casament es va celebrar el setembre de 1840, però des d'ara la felicitat conjugal es veuria enfosquida per les crisis nervioses i les depressions de Robert i la gelosia que va sentir cap a la faceta de gran concertista de la seva dona, a la qual, però, acompanyaria sempre en les seves triomfals gires. Mai va superar el trauma d'haver
quedat incapacitat per tocar el piano des de 1832, any en què ell mateix es va causar una lesió a la mà dreta amb un "invent" seu: va crear uns exercicis en els que immobilitzava amb un artefacte l'anular per desenvolupar més el moviment de la resta dels dits. Però només va aconseguir crear-se una lesió que li provocaria la paràlisi de la mà dreta (estudis més recents parlen d'un possible enverinament amb mercuri per tractar la sífilis).
El 1840 és, doncs, l'any de les cançons. En pocs mesos en va compondre entre 120 i 130, com si la imminència del casament li provoqués el desig de compondre, encara que també és el resultat lògic en un artista inconformista, que buscava l'expressió subjectiva i que va poder trobar en els versos aliens el mitjà ideal per donar curs als seus anhels. I tot això malgrat que només un any abans escrivia a un amic: "Tota la meva vida he considerat la música vocal com una mica inferior a la instrumental (…). Però no l'hi diguis a ningú".
Schumann va mostrar una clara inclinació cap als poemes lírics, íntims i subjectius, més propers a la seva personalitat artística i humana. És lògic que veiés, doncs, en els del poeta Heinrich Heine el vehicle ideal per expressar aconseguint que música i text formessin una unitat. I això malgrat que a vegades sembli que tots dos es contradiuen, però quan això passa es deu a un aprofundiment en el significat
del text i un íntim desig d'expressió personal. Schumann subratlla de vegades l'ambigüitat de certs versos, confiant a la veu i al piano sentiments diferents. Aconsegueix així autèntics duos per a veu i piano. El caràcter de cicle es reforça, a més, amb una unitat estructural, d'evident contingut narratiu i gairebé fins dramàtic, en la qual podem trobar un plantejament, un nus i un desenllaç.
En aquest cicle és el mateix autor el que parla, no només a través de la seva música, sinó també dels versos. El tema és el de l'amor no correspost, però també, i això és autobiogràfic, un amor feliç al principi, un amor exultant, que a poc a poc va adquirint tints malenconiosos, fins a arribar a la pèrdua. Gairebé sembla una premonició de la seva vida. En l'últim lied, el poeta llança els seus versos al Rin i amb ells les seves esperances. Schumann va intentar suïcidar llançant-se al Rin, però va ser salvat per uns pescadors. Poc després va ser internat en un hospital psiquiàtric, del qual ja no en sortiria i en el qual no va poder rebre la visita de la seva dona i fills per decisió mèdica.
Amor de poeta, tot i aquest terrible final, acaba per imposar una visió d'esperança en el futur. Va compondre aquest cicle amb increïble rapidesa, en una setmana, a Leipzig i el va dedicar a la cantant Wilhemine Schroeder-Devrient, una autèntica diva
del seu temps.